# صدف‌های سوهان‌دار
صدف‌های سوهان‌دار (نام علمی: Limidae) نام یک تیره از زیررده باله‌ای‌شکلان است.